# إرمنغارد الهسبائية
إرمنغارد من هسباي (حوالي.778 - 3 أكتوبر 818)؛ هي فرد من سلالة روبرتيون، كانت إمبراطورة الرومانية المقدسة منذ 813 وملكة الفرنجة القرينة منذ 814 كالزوجة الأولى لإمبراطور الكارولنجي لويس الأول.

## الحياة
هي ابنة إنغرمان، كونت هسباي هو ابن شقيق المطران كروديغانغ من ميتز الذي كان مستشار شارل مارتيل.
حوالي 794 تزوجت من لويس الأول الابن الرابع لـ شارلمان، الذي كان منذ 781 ملك آكيتاين؛ وأنجبت له:-
1. لوثير (795-855)؛ ولد في ألتورف، بافاريا، أصبح لاحقًا ملك الفرنجة الوسطى، وإمبراطور الروماني المقدس.
2. بيبين (797-838)؛ ملك آكيتاين.
3. أديلايد؛ ولدت ح.799.
4. روترود؛ ولدت ح.800، تزوجت من جيرارد، كونت أوفرن (ح.800 - 25 يونيو 841)، وهما والد رانولف الأول من بواتييه.
5. هيلدغارد/ماتيلدا؛ ولدت 802، راهبة في كنيسة نوتردام في لاون.
6. لودفيغ (لويس) الألماني (804-876)؛ ملك الفرنجة الشرقية.

في البداية أراد شارلمان تقسيم الإمبراطورية الكارولنجية بين لويس وأخوته الكبار شارل وبيبين ومع ذلك توفى أخوته الكبار بين 810 و811 خلال حياة والدهم، وبذلك عين شارلمان لويس وريثه في 10 سبتمبر 813، واعلنه إمبراطورًا مناصفاً معه، ومع وفاة شارلمان في 28 يناير 814 أصبح زوجها الحاكم الأوحد كـ إمبراطور الروماني المقدس وملك الفرنجة، وتم تتويجهما من قبل البابا ستيفان الرابع في كاتدرائية ريمس.
توفيت في أنجيه بـ نوستريا (اليوم في فرنسا) في 3 أكتوبر 818، عندما رافقت الإمبراطور في حملة ضد البريتونيين، وبعد بضعة سنوات من وفاتها، تزوج زوجها من جوديث البافارية وهي والدة شارل الأصلع.